# Arirang Mass Games
Arirang Mass Games er en årligt tilbagevendende sportslig som såvel politisk / ideologisk begivenhed, der årligt afholdes på 1. Maj Stadion i Nordkoreas hovedstad Pyongyang. Disse lege, der primært afholdes til ære for Den Kære Leder Kim Jung Il er et spektakulært show, hvor hundredvis af nordkoreanske atleter opfører synkroniserede shows, ofte understøttet med musik og lyseffekter. Interessant under disse lege er den nærmest perfekte synkronisering af atleterne, samt ikke mindst kulisserne, der består af tusindvis af nordkoreanere, der hver især holder en papplade, så hele kulissen tilsammen udgør ét stort billede. Disse håndholdte plader skiftes ud løbende under legene og det muliggøres derved at understege de temaer, atleterne på stadion udfører. Billederne er ofte af propagandamæssig og USA-fjendtlig karakter samt hyldester af både den nuværende leder Kim Jung Il samt "Den Evige Præsident", den nu afdøde Kim Il Sung.
Den første årlige opvisning var i 2002, men i 2013 stoppede det af ukendte årsager, men vendte tilbage i 2018. Showets tilbagevenden faldt sammen med Nordkoreas nationalday den 9. September 2018, hvor de fejrede 70 års jubilæum for landets oprindelse.
Arirang Mass Games transmitteres ligeledes i det statslige, nordkoreanske TV-selskab KCTV